# رودي تالهامر
رودي تالهامر (بالألمانية: Rudi Thalhammer)‏ هو متسابق دراجات نارية نمساوي. نافس في سباقات بطولة العالم لفئة 350 سي سي ولفئة 250 سي سي ولفئة 50 سي سي. كما شارك في كأس جزيرة مان السياحية. بدأ المنافسة في بطولة الجائزة الكبرى سنة 1959. أفضل موسم له كان موسم سنة 1961 عندما جاء في المركز السادس في بطولة العالم لفئة 350 سي سي.